# Waringinsari Barat
Waringinsari Barat is een bestuurslaag in het regentschap Pringsewu van de provincie Lampung, Indonesië. Waringinsari Barat telt 5943 inwoners (volkstelling 2010).